# Stafford, Queensland
Stafford är en förort till Brisbane i Queensland i Australien.